# Miroslav Kadlec
Miroslav Kadlec (Uherské Hradiště, 1964. június 22. –) cseh válogatott labdarúgó. A szintén válogatott labdarúgó Michal Kadlec édesapja.

## Pályafutása

### Klubcsapatban
Pályafutását a TJ Vítkovice csapatában kezdte 1983-ban. 1984 és 1986 között az RH Cheb, majd 1986 és 1990 között ismét a Vítkovice játékosa volt. 1990-ben a német 1. FC Kaiserslautern igazolta le. Pályafutását leghosszabb időszakát itt töltötte el. Nyolc szezon alatt 234 mérkőzésen lépett pályára és 17 alkalommal volt eredményes. Kétszeres bajnok és egyszeres kupagyőztes. Később játszott még a Petra Drnovice és a Stavo Artikel Brno csapataiban is.

### A válogatottban
1987 és 1993 között 38 alkalommal szerepelt a csehszlovák válogatottban és 1 gólt szerzett. Tagja volt az 1990-es világbajnokságon részt vevő csapat keretének. A cseh válogatottban 1994 és 1997 között 26 mérkőzésen lépett pályára és 1 alkalommal volt eredményes. Részt vett az 1996-os Európa-bajnokságon, ahol ezüstérmet szereztek.

## Sikerei, díjai
1. FC Kaiserslautern
- Német bajnok (2): 1990–91, 1997–98
- Német kupa (1): 1995–96

Csehország
- Európa-bajnoki döntős (1): 1996